# Biremis blandi
Biremis blandi är en ringmaskart som beskrevs av Polloni, Rowe och Teal 1973. Biremis blandi ingår i släktet Biremis och familjen Terebellidae. Inga underarter finns listade i Catalogue of Life.